# Захур, Мохаммад
Мохаммад Захур (род. 1 августа 1955, Карачи) — британско-украинский предприниматель пакистанского происхождения, основатель и основной владелец группы компаний ISTIL Group, ранее издатель Kyiv Post, соучредитель украинской музыкальной премии YUNA, филантроп, меценат.

## Образование
Мохаммад Захур родился в 1955 году в городе Карачи (Пакистан) в семье госслужащего.
В школе увлекался спортом (крикетом, хоккеем на траве, баскетболом, гимнастикой, теннисом, лёгкой атлетикой). Его хобби было коллекционирование марок. Также он очень любил петь и своё любимое занятие продолжил во время обучения в колледже и университете.
В 1974 году Мохаммад Захур приехал в СССР по государственной стипендии от Пакистана, чтобы получить образование по металлургическому направлению в Донецком национальном техническом университете, в 2007 году в этом же учебном заведении он защитил кандидатскую диссертацию по специальности «Процессы и машины обработки давлением» и получил степень кандидата наук. Тема диссертации — «Совершенствование и реализация методов разработки калибровок валков и технологии производства трубных заготовок больших диаметров на обжимно-заготовочном стане».

## Карьера
После получения высшего образования в СССР, Мохаммад Захур несколько лет работал на предприятии Pakistan Steel (крупнейший производитель стали в Пакистане). Но после начала войны в Афганистане, переехал в Москву, где стал директором Пакистанского Торгового дома.
В 1991 году основал металлотрейдерскую компанию MetalsRussia, которая впоследствии изменила название на ISTIL (International Steel and Tube Industries Limited). Сначала компания специализировалась на продаже стали, произведённой в странах СНГ, а затем охватила страны Азии (Гонконг, Сингапур, Таиланд, ОАЭ, Пакистан, Иран), Великобританию и Северную Америку.
В апреле 2008 года Мохаммад Захур на пике цен на металл принял решение о полной продаже своего металлургического бизнеса. Он продал Донецкий электросталеплавильный завод российскому олигарху Вадиму Варшавскому за 1 млрд долларов США.
В 2009 году ISTIL Group начала инвестиции в новые направления — недвижимость, гостиничный бизнес, медиа, DTH / IPTV, банковское дело, производство и дистрибуцию фильмов и телевизионного контента, энергетический сектор, добычу нефти и газа, производство пластика и другое. В частности Захур приобрёл украинский англоязычный еженедельник  Kyiv Post и знаковый киевский отель Лейпциг за 35 млн долларов США.
В сентябре 2011 года Мохаммад Захур запустил платформу спутникового телевидения Xtra TV на условиях предоплаты (pre-paid).
1 июня 2015 года платформа «Xtra TV» сообщила о частичном прекращении деятельности, а вскоре стало известно, что её новым собственником стала Медиа Группа Украина Рината Ахметова.
В 2018 году Мохаммад Захур продал еженедельник  Kyiv Post миллионеру из Одессы Аднану Кивану.

## Состояние
В 2013 году журнал Фокус включил Мохаммада Захура в рейтинг «100 самых богатых людей Украины», оценив его состояние в 600 млн долларов США (22-я позиция в рейтинге).

## Семья
В 2003 году Мохаммад Захур женился на певице Камалии. В 2013 году у пары родилась двойня — дочери Мирабелла и Арабелла.
У Мохаммада Захура есть сын Арман и дочь Таня от первого брака.

## Благотворительность

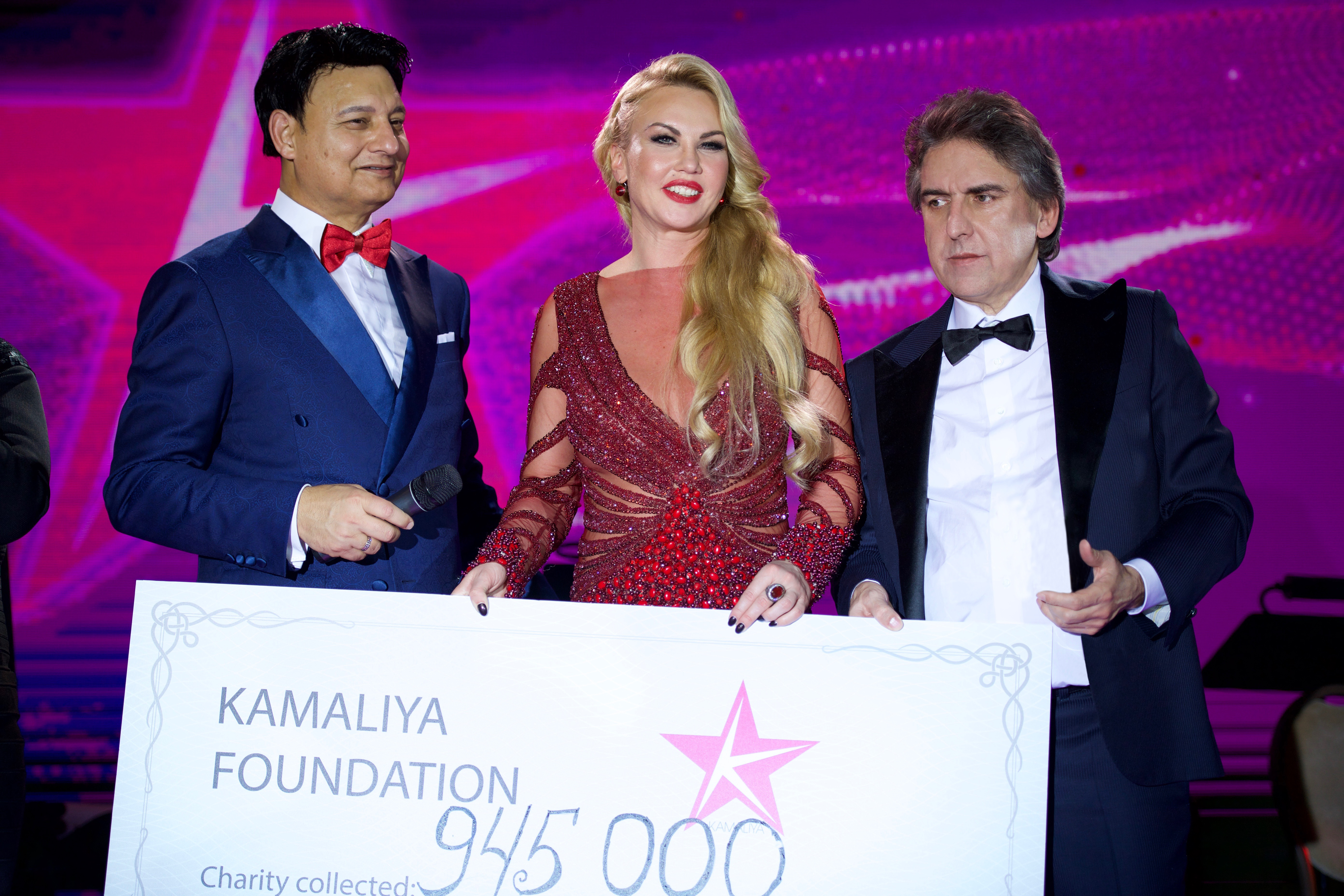
На ежегодном благотворительном вечере 4th St. Nicholas Charity Night в Украине.

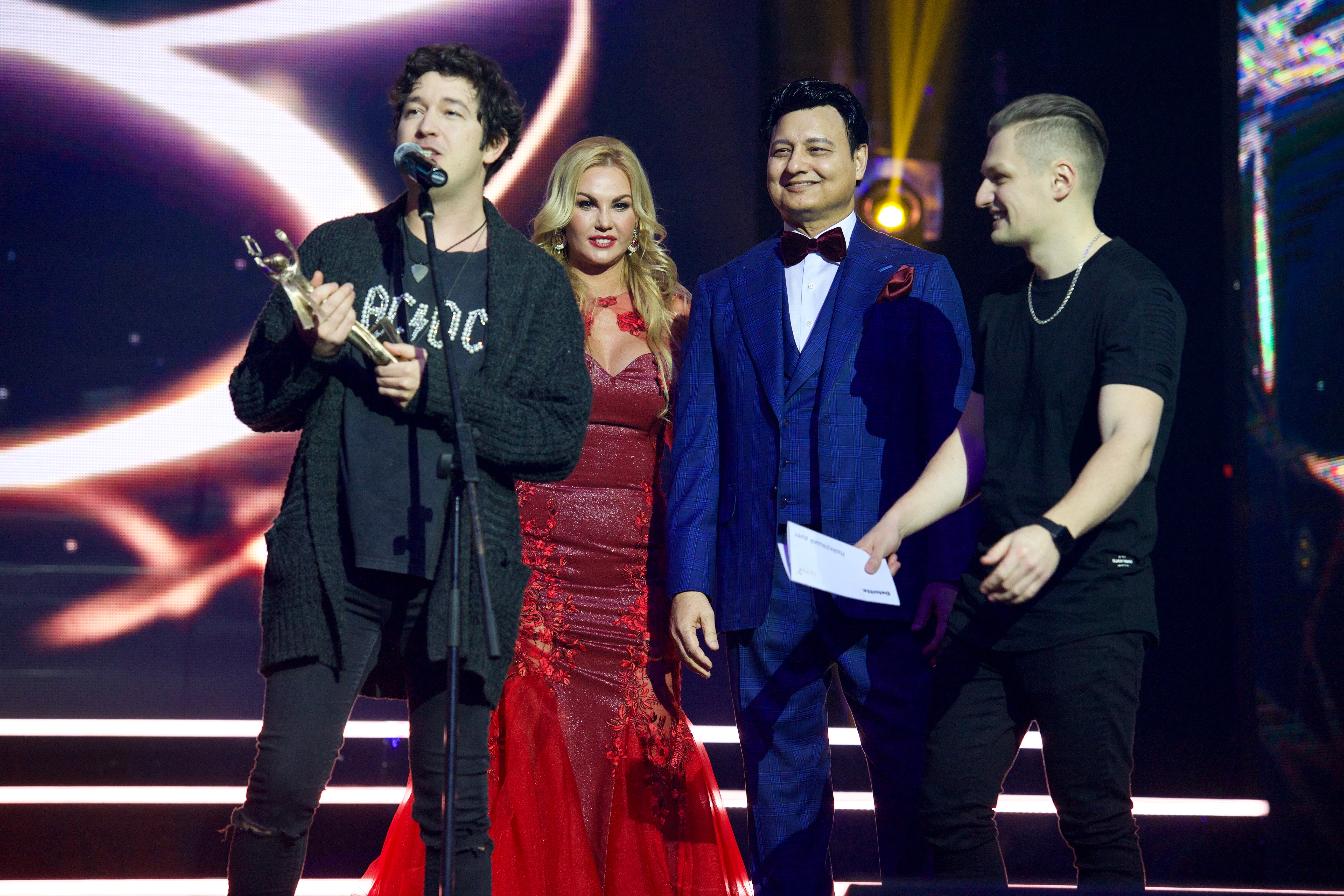
Вручение премии Pianoboy и Morphom за лучший дуэт на YUNA-2018.

Мохаммад Захур является частым участником благотворительных мероприятий в Украине и за рубежом. Он спонсировал восстановительные работы Государственного академического театра оперы и балета в Одессе, финансировал строительство университета для жителей Северного Пакистана в Таксиле и инфраструктуру центра кардиологических исследований в Равалпинди (Пакистан). Он оказал помощь жертвам землетрясения в северных регионах Пакистана в 2005 году.
Мохаммад Захур поддерживает детские дома в Донецке и других городах Украины. Ежегодно благотворительный фонд, основан Мохаммадом Захуром и его женой, певицей Камалией, Kamaliya & Mohammad Zahoor Charitable Foundation проводит благотворительные вечера в Украине для сбора средств нуждающимся детям. В 2017 году благодаря аукциону, проведённому во время 4th St.Nicholas Charity Night, и проданным билетам было собрано $50,000 для покупки нового оборудования для Центра детской кардиологии и кардиохирургии в Киеве.
Мохаммад Захур всегда поддерживал и спортивные начинания. ISTIL был официальным партнёром и генеральным спонсором Федерации хоккея Украины, финансировал национальную, молодёжную и юношескую сборные Украины по хоккею. Компания оказывала необходимую помощь для существования и развития женской гандбольной команде «Академия». Также Мохаммад Захур является организатором и спонсором ежегодного летнего турнира по крикету для иностранцев, живущих в Украине.
В 2011 году он стал соучредителем Украинской ежегодной музыкальной премии YUNA.

## На экранах ТВ
В 2013 году Мохаммад Захур вместе с женой Камалией приняли участие в британском реалити-шоу от Fox TV Meet the Russians о богатых русских, которые живут в Лондоне.